# تيمبست ستورم
تيمبست ستورم (بالإنجليزية: Tempest Storm)‏ هي راقصة تعري وممثلة أمريكية، ولدت في 29 فبراير 1928 في إيستمان في الولايات المتحدة.

## وصلات خارجية
- تيمبست ستورم على موقع IMDb (الإنجليزية)
- تيمبست ستورم على موقع ألو سيني (الفرنسية)
- تيمبست ستورم على موقع ميوزك برينز (الإنجليزية)
- تيمبست ستورم على موقع أول موفي (الإنجليزية)
- تيمبست ستورم على موقع قاعدة بيانات الفيلم (الإنجليزية)
- تيمبست ستورم على موقع كينوبويسك (الروسية)